# ISO 3166-2:MU
ISO 3166-2 données pour Maurice

## Mise à jour
```
ISO 3166-2:2002-12-10
 n°4
```

## Villes (5)
```
MU-BR  
Beau-Bassin Rose-Hill

MU-CU  
Curepipe

MU-PU  
Port-Louis

MU-QB  
Quatre Bornes

MU-VP  
Vacoas-Phœnix
```

## Dépendances (3)
```
MU-AG  
Agaléga

MU-CC  
Cargados Carajos
 (Saint Brendon)
MU-RO  
Rodrigues
```

## Districts (9)
```
MU-BL  
Rivière Noire
 (Black River)
MU-FL  
Flacq

MU-GP  
Grand Port

MU-MO  
Moka

MU-PA  
Pamplemousses

MU-PW  
Plaines Wilhems

MU-PL  
Port-Louis

MU-RR  
Rivière du Rempart

MU-SA  
Savanne
```